# Giovanni Alemanno
Giovanni "Gianni" Alemanno (født 3. marts 1958 i Bari) er en italiensk politiker fra partiet Frihedens Folk.
Han var borgmester i Rom fra 2008 til 2013. Alemanno var landbrugsminister mellem 2001 og 2006 i Berlusconis regeringer.

## Baggrund
Alemanno blev politisk aktiv da han gik i ungdomsskole i det nordlige Rom i starten af 1970’erne. Inden han begyndte ved universitetet, var han blevet en af de mest profilerede medlemmer af Ungdomsfronten i MSI (= Den italienske sociale bevægelse). I 1981 blev han arresteret for, sammen med fire andre medlemmer af Ungdomsfronten, at have angrebet en 23-årig student og gennempryglet ham med en jernstang. Ifølge politiet var det rent held, at han ikke blev slået ihjel. Alemanno blev sigtet for drabsforsøg, men frikendt. I 1982 blev han igen arresteret, anklaget for at have smidt en Molotov-cocktail mod den sovjetiske ambassade i Rom. Denne gang sonede han otte måneder i Rebibbia-fængslet, men blev senere løsladt og frikendt. I 1989 blev han, sammen med andre fra Ungdomsfronten, arresteret lige syd for Rom, for at have prøvet at spærre vej for bilerne, der fragtede præsident George Bush på statsbesøg. Bush skulle besøge en krigskirkegård med amerikanske faldne, der havde kæmpet mod Salò-republikkens soldater. Alemanno og hans ligesindede ville forhindre det for at ære "de tusinder af faldne, som kæmpede for fædrelandets ære". Igen blev han frikendt.  Dog er det en uortodoks baggrund for en borgmester, særlig med tanke på, at artikel 139 i den italienske grundlov lyder: "Enhver form for reorganisering af det opløste fascistiske parti er forbudt." 

## Valget i 2008
Alemanno vandt valgt i foråret 2008 pga sin indsats mod romaer. Romalejren Casilino 900 udenfor Rom blev regnet som Europas største. Et halvt år før kommunevalget indtraf, hvad myndighederne kaldte "sigøjner-krisen". En 47-årig italiensk kvinde blev ranet, slået ned og voldtaget af en 24-årig rumænsk roma ved en jernbanestation udenfor centrum. Efter to dage i koma døde kvinden, og italienske myndigheder indførte en nødlov, så de kunne udvise EU-borgere uden indtægt over en vis grænse. Nødloven var i første række rettet mod rumænere, i dette tilfælde romaer med rumænsk statsborgerskab. "20.000 kriminelle sigøjnere skal udvises," lød Alemannos valgløfte. Kun nogle dage før valget blev en studine fra Lesotho på vej hjem fra forelæsning, overfaldet af en rumænsk roma ved La Storta S-bane-station, slæbt ud på en mark og stukket i maven med en kniv, da hun gjorde modstand. Det hjalp ikke, at forskere påpegede, at Rom er blandt Europas tryggeste storbyer. 68 pct af vælgerne ville have sigøjnerne ud af Italien, og stemte på Alemanno. 21. maj 2008 kom et statligt dekret om, at alle indbyggere i italienske sigøjnerlejre skulle registreres,  og 15.februar 2010 blev Casilino 900 lukket.  Beboerne blev flyttet til en bedre organiseret lejr med nye brakker, vand og elektricitet, hvor de overvåges døgnet rundt; må søge om tilladelse, hvis de venter besøg, og bliver kontrolleret, når de går ind og ud af lejren. 
Reaktionen på Alemanno som ny borgmester var måske stærkest i udlandet. The Independent skrev: "Nyfascist fejer ind som borgmester." Som venskabsbyer har Rom og Paris i alle år stået hinanden nært, og Paris’ borgmester Bertrand Delanoë var ofte på besøg i Rom hos borgmestrene Rutelli og Veltroni. Men da Alemanno overtog, kom der ikke så meget som et tillykke fra Paris. "Jeg har svært ved at se for mig, at jeg kan få et nært forhold til en mand, der blev hyllet med fascist-hilsner, da han blev valgt," forklarede Delanoë pressen. Alemanno blev dybt fornærmet, og prøvede at få kontakt med Delanoë, der imidlertid ikke tog telefonen: "Jeg ser ikke, hvorfor jeg skal bede om undskyldning. Jeg har ikke fornærmet Alemanno, jeg har blot sagt sandheden." 

## Fredsalteret
Den amerikanske stjernearkitekt Richard Meyer fik opdraget med at tegne en bygning tilpasset kejser Augustus’ ara pacis (= fredsalter).  Meiers projekt blev den første offentlige bygning rejst i Roms centrum efter anden verdenskrig. New York Times kaldte hans bygning "absurd overdimensioneret", og på åbningsdagen stod fyrre demonstranter fra Alemannos parti udenfor og protesterede mod skampletten. Alemanno lovede at rive bygningen, evt flytte den til forstæderne. Imidlertid står den i 2012 stadig på sin plads ved Tiberen. 